# Алунан, Адольф
Адольф Алунан (в российской историографии известен как Алунан Адольф Петрович; латыш. Ādolfs Alunāns; в устаревшей латышской орфографии Adolf Allunan; 11 октября 1848, Митава — 5 июля 1912, Митава) — актёр, режиссёр и драматург. Алунана называют «Отцом латышского театра». Был актером в немецких театрах Тарту, Реваля, Нарвы и Петербурга.  В 1870 году Алунанс приглашен управляющим театра Рижского Латышского общества. До 1885 года руководил Рижским латышским театром. С 1885 по 1904 год руководил передвижной труппой в Елгаве. В 1894 году создал театр Алунана, для него написал комедии: «Радость и горе» (1871), «Бондарь и его жена» (1872), «Ицик Мозес» (1874), сатирическую пьесу «Джон Нейланд» (1881) и др.
В 1924 году были опубликованы воспоминания Алунана. В 1968 году в Елгаве был открыт Мемориальный музей Адольфа Алунана.

## Пьесы
- «Pašu audzināts» («Доморощенный», 1869)
- «Priekos un bēdās» («Радость и горе», 1871)
- «Mucenieks un muceniece» («Бондарь и его жена», 1872)
- «Icigs Mozes» («Ицик Мозес», 1874)
- «Džons Neilands» («Джон Нейланд», 1881)
- «Kas tie tādi, kas dziedāja» («Кто без солнца песню пел», 1888)
- «Lielpils pagasta vecākie» («Старейшины Лиелпилской волости», 1888)
- «Seši mazi bundzenieki» («Шесть маленьких барабанщиков», 1889)
- «Visi mani radi raud» («Плачет вся моя родня», 1891)
- «Pārticībā un nabadzībā» («В зажиточности и в нищете», 1893)
- «Mūsu senči» («Наши предки», 1905)

## Другие работы
- «Zobgala kalendārs» (1892—1912)
- «Ievērojami latvieši» («Известные латыши», 1-2, 1887—1890)
- «Jura Alunāna dzīve» («Жизнь Юриса Алунанса», 1910)
- «Atmiņas par latviešu teātra izcelšanos» («Воспоминания о зарождении латышского театра», 1924)